# Дубровский сельсовет (Дмитровский район)
Дубровский сельсовет — упразднённая административно-территориальная единица, существовавшая на территории Московской губернии и Московской области в 1923—1939 годах.
Дубровский сельсовет был образован в 1923 году в составе Деденевской волости Дмитровского уезда Московской губернии.
По данным 1926 года в состав сельсовета входили село Дубровки, деревни Варварино, Голиково, Горки, Морозцево, Подосинки и Полуподосинки, а также хутор Ловушки.
В 1929 году Дубровский с/с был отнесён к Дмитровскому району Московского округа Московской области.
17 июля 1939 года Дубровский с/с был упразднён. При этом селения Дубровки, Голиково, Горки, Искра и Подосинки были переданы Кузяевскому с/с, а Варварино и Морозки — в подчинение дачному посёлку Деденево.